# Останкинское кладбище
Оста́нкинское кла́дбище — кладбище на севере Москвы в Останкинском районе Северо-восточного административного округа.

## Описание
Останкинское кладбище основано в 1888 году. Название получило от бывшего села Останкино, известного с 1558 года. Площадь составляет 2,2 га. Существует приписанная к церкви часовня Успения Пресвятой Богородицы.
Расположено между Прудовым проездом и проездом Дубовой Рощи. Адрес: 129075, Москва, Прудовой проезд, дом 11.